# HC Vítkovice

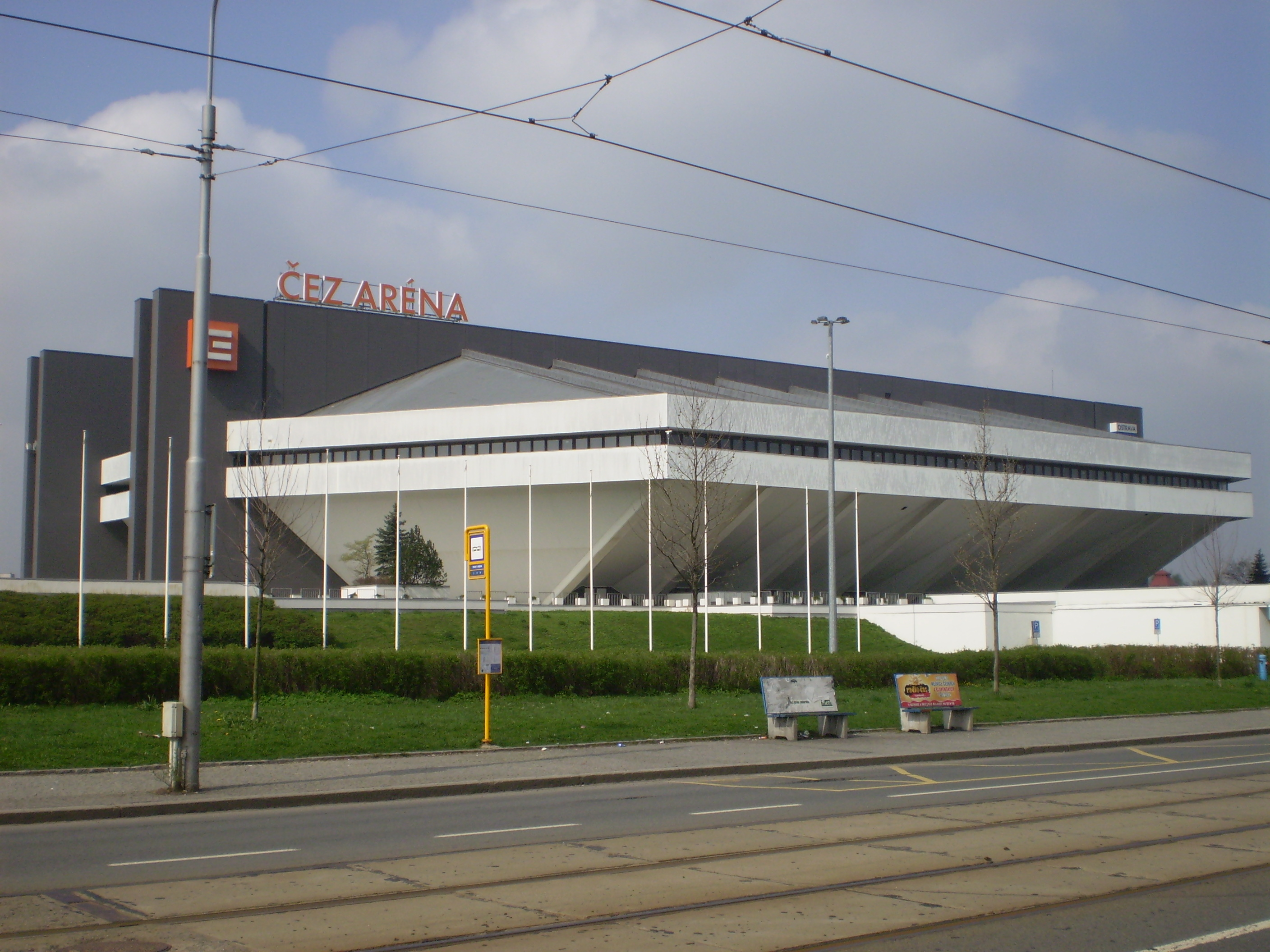
Ostravar Aréna

HC Vítkovice Ridera – czeski klub hokejowy z siedzibą w Ostrawie występujący w rozgrywkach czeskiej Tipsport Extraliga (od sezonu 1993/94). Nazwa klubu pochodzi od dzielnicy miasta - Witkowice.

## Dotychczasowe nazwy klubu
- SSK Vítkovice (1928−1938)
- ČSK Vítkovice (1938−1949)
- ZSJ Vítkovické železárny (1949−1953)
- TJ Baník Vítkovice (1953−1957)
- VŽKG Ostrava/Vítkovice (1957−1976)
- TJ Vítkovice (1976−1993)
- HC Vítkovice (1993−2003)
- HC Vítkovice Steel (od 2003)
- HC Vitkovice Ridera (od 2016)

## Sukcesy
W 1934 roku klub zdobył tytuł Mistrza Moraw i Słowacji. Od 1949 roku występował z przerwami początkowo w czechosłowackiej, później w czeskiej I lidze hokeja na lodzie. Klub jest dwukrotnym mistrzem kraju z lat 1952 oraz 1981. 
- Złoty medal mistrzostw Czechosłowacji: 1952, 1981
- Srebrny medal mistrzostw Czech (4 razy): 1997, 2002, 2010, 2011
- Brązowy medal mistrzostw Czech (2 razy): 1998, 2001
- Puchar Tatrzański (5 razy): 1969, 2002, 2006, 2007, 2009